# Antonio Campbell
Antonio Campbell (Cincinnati, 24 dicembre 1994) è un cestista statunitense.

## Palmarès
- Campione NBA D-League (2021)